# Pygophora ctenophora
Pygophora ctenophora är en tvåvingeart som beskrevs av Mario Bezzi 1928. Pygophora ctenophora ingår i släktet Pygophora och familjen husflugor.
Artens utbredningsområde är Fiji. Inga underarter finns listade i Catalogue of Life.